# Profilkläder
Profilkläder betecknar kläder som profilerar ett företag eller vara ut mot kunderna. Kläderna skall kunna associeras med varan och/eller företaget. Det som skiljer profilplagg från vanliga plagg är att de är särskilt anpassade för tryck. 
Den vanligaste metoden för tryck på profilkläder är screentryck, men även transfertryck och brodyr för mindre upplagor är vanligt.
Profilkläder är en kraftfull marknadsföringsstrategi som ger företag möjlighet att synas och skapa varumärkesmedvetenhet bland kunder och potentiella kunder. Dessa kläder fungerar som bärare av företagets identitet och budskap, vilket gör dem till en viktig del av företagets marknadsföringsverktyg.
När det gäller design och utformning av profilkläder är det viktigt att ta hänsyn till företagets varumärkesidentitet och önskad image. Kläderna bör vara representativa för företagets värderingar och stil. Det kan innebära att använda företagets färger, logotyp, slogan eller andra grafiska element på ett sätt som är attraktivt och igenkännbart för målgruppen.
Brodyr är en annan populär metod för att applicera företagets logotyp eller namn på profilkläder. Detta involverar att sy tråd direkt på tyget för att skapa en text eller bild. Brodyr ger en elegant och professionell finish och är särskilt lämplig för tyger av hög kvalitet, som exempelvis skjortor eller kepsar.
När man väljer profilkläder är det viktigt att ta hänsyn till kvaliteten på material och utförande. Kläderna bör vara bekväma att bära och hålla hög standard för att ge ett positivt intryck av företaget. Dessutom kan det vara fördelaktigt att välja kläder som är lämpliga för olika säsonger och aktiviteter för att maximera användbarheten och exponeringen av företagets varumärke.
Sammanfattningsvis är profilkläder en effektiv marknadsföringsstrategi som gör det möjligt för företag att synas och skapa en stark varumärkesidentitet bland kunder och potentiella kunder. Genom att välja rätt design, tryckmetod och kvalitet på kläderna kan företag skapa en positiv och minnesvärd upplevelse för sina kunder, samtidigt som de ökar sin synlighet och igenkännlighet på marknaden.